# Archives postales canadiennes
 (décembre 2022).
Si vous disposez d'ouvrages ou d'articles de référence ou si vous connaissez des sites web de qualité traitant du thème abordé ici, merci de compléter l'article en donnant les références utiles à sa vérifiabilité et en les liant à la section « Notes et références ».
 (décembre 2022).
Les Archives postales canadiennes font partie de Bibliothèque et Archives Canada qui recueille et préserve le patrimoine documentaire du Canada. Fondées en [Quand ?], elles sont composées des collections philatéliques conservées par les Archives nationales. Leur site Internet permet d'obtenir des renseignements sur chacun des timbres-poste émis par le Canada et l'Amérique du Nord britannique depuis 1851. Le site donne aussi des informations sur le patrimoine philatélique canadien, sur la production des timbres canadiens, sur ses artistes et sur la préservation de ses archives.